# Троицкий Макарьев монастырь
Свя́то-Тро́ицкий Мака́рьев монасты́рь — затопленный при создании Угличского водохранилища «градообразующий» православный монастырь в Калязине. Представлял собой наиболее полный ансамбль допетровского зодчества на востоке Тверской земли.

## История
В конце XII или начале XIII вв. на месте будущего монастыря в устье р. Жабня (правый приток р. Волга) был основан Кашинский Никольский монастырь, ктиторами которого выступали владимирские князья. В 1238 году он был разорён во время монголо-татарского нашествия, вскоре восстановлен. Позднее предположительно здесь возник г. Святославле Поле (впервые упомянут в источниках в 1339; гор. жизнь угасла ко 2-й пол. XIV в.).
Основателем монастыря был тверской служилый человек Матвей Кожин (Макарий Калязинский) из знатного кашинского рода, который принял в кашинском Клобуковом монастыре постриг под именем Макария, после чего поселился недалеко от монастыря Николы на Жабне, на левом берегу Волги основал собственный Троицкий монастырь. Землю под устройство нового монастыря пожертвовал владелец этих земель, боярин Иван Коляга (от его прозвища, возможно, произошло название подмонастырского города), который, потеряв всю семью, ушёл к Макарию и отдал монастырю всё своё состояние (об этом говорится в «Житии преподобного Макария»). 
Между 1444 и 1461 годами Троицкий Макарьев Калязин монастырь получил во владение и управление от великого князя тверского Бориса Александровича Никольский монастырь вместе со всеми его владениями и угодьями, в              результате чего сформировалась Никольская слобода, где собирались таможенные сборы. Монастырь быстро стал духовным центром Тверского княжества. 
Монастырь стал своеобразным опорным пунктом новгородских купцов, ведших торговлю в этих местах. О посещении обители в 1466 г. упоминает тверской купец Афанасий Никитин.

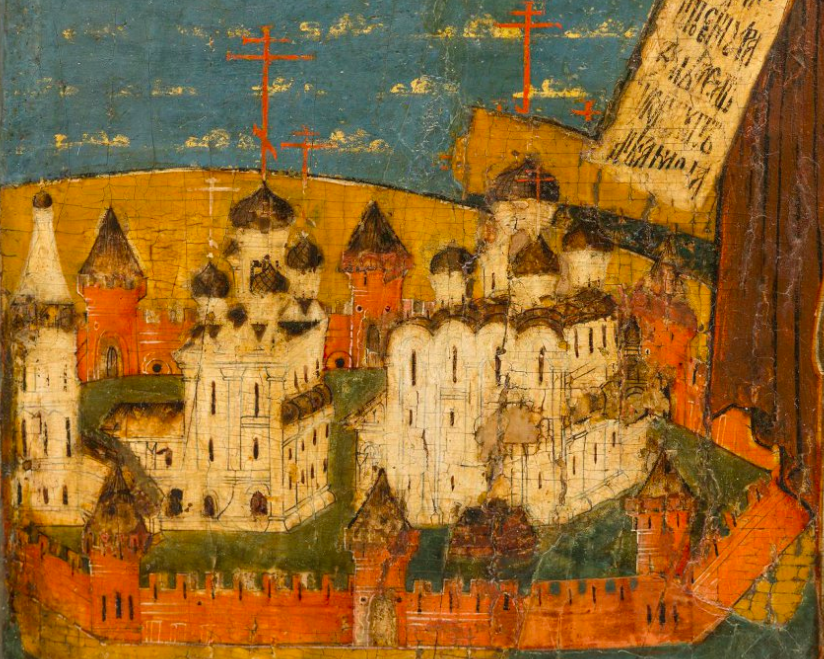
Вид Троицкого Калязинского монастыря на иконе XVII в.

Здесь воспитывался племянник преподобного Макария – преподобный Паисий Угличский. В 1479 году в поисках лучшего устава для монашеской жизни в монастыре некоторое время жил прп. Иосиф Волоцкий. В 1483 году Михаил Борисович Тверской выдал монастырю льготную и несудимую слободскую грамоту на 20 лет на устройство монастырской слободки. В 1511 году дмитровский князь Юрий Иванович пожаловал Троицкому Макарьеву Калязину мон. с. Пирогово. 
В 1521/22 при игумене Иоасафе были обретены нетленные мощи прп. Макария Калязинского (канонизирован в 1547 году). 
Каменное строительство в монастыре велось в 1520-е годы на средства удельного князя Юрия Ивановича. Тогда ростовскими мастерами были воздвигнуты Троицкий собор, тёплая церковь и обширная трапезная, уцелевшая до XX века.
В середине XV – XIX вв. монастырь имел свои дворы в Кашине (три), Дмитрове, Москве, Твери и Угличе (по одному). Большой доход монастырю приносила Калязинская ярмарка, служившая во 2-й пол. XV – нач. XX вв. стимулом для роста его Никольской и Подмонастырской слобод.
В 1609 году под стенами Троицкого Макарьева монастыря на протяжении нескольких месяцев формировал свою армию против войск Лжедмитрия II и польско-литовских интервентов знаменитый полководец Михаил Скопин-Шуйский. Здесь же в ходе Калязинской битвы он отразил нападение гетмана Яна Сапеги, прежде чем отправиться в освободительный поход к Троице-Сергиеву монастырю и Москве. Однако в мае 1610 года Троицкий Макарьев монастырь был взят и разграблен «лисовчиками», при этом погибли все защитники во главе с воеводой Давыдом Жеребцовым. Среди прочего польские грабители разрубили на части и вывезли серебряную раку преподобного Макария, подаренную монастырю Борисом Годуновым.
После невзгод Смутного времени Макарьев монастырь был восстановлен одним из первых. В первой половине XVII века строятся надвратная Макарьевская церковь, кельи братии, редкой архитектуры столпообразная колокольня, а также нарядно декорированные башни и стены.
Игуменом монастыря с 1633 по 1639 год был отец Иона (при котором был отменен особенный устав этого монастыря), а с 1644 по 1650 год отец Иоанн.
После посещения обители царь Алексей Михайлович дал средства на строительство нового собора с мощным пятиглавием. Возможно, в основе это был перестроенный собор XVI века с добавлением паперти и северного придела. Собор был освящён в 1654 году и тогда же расписан (часть фресок перед уничтожением храма была снята и передана в краеведческий музей).
В 1654-1655 годах, во время эпидемии "моровой язвы" в монастыре проживала царская семья и патриарх Никон.
В 1655 году монастырь, при игумене Сергии (1652-1668) получил статус архимандритии. 
В монастырской ризнице по состоянию на начало XX века хранилось 6 рукописных книг XVI века. В XVII веке обитатели монастыря были высмеяны в «Калязинской челобитной» — сатирическом памфлете, написанном в форме жалобы ленивых и распущенных монахов архиепископу Симеону на своего требовательного игумена. Во время реформы 1764 года Макарьев монастырь был отнесён к 1-му классу.

На протяжении веков Троицкий Макарьев монастырь был местом паломничества русских царей, императоров и патриархов. Поклониться мощам преподобного Макария в разное время приезжали Иван Грозный, Борис Годунов, Михаил Фёдорович, патриарх Филарет, Алексей Михайлович, патриарх Никон (последние два укрывались здесь также от чумы в 1654 году), Пётр I, Екатерина II, Александр II.

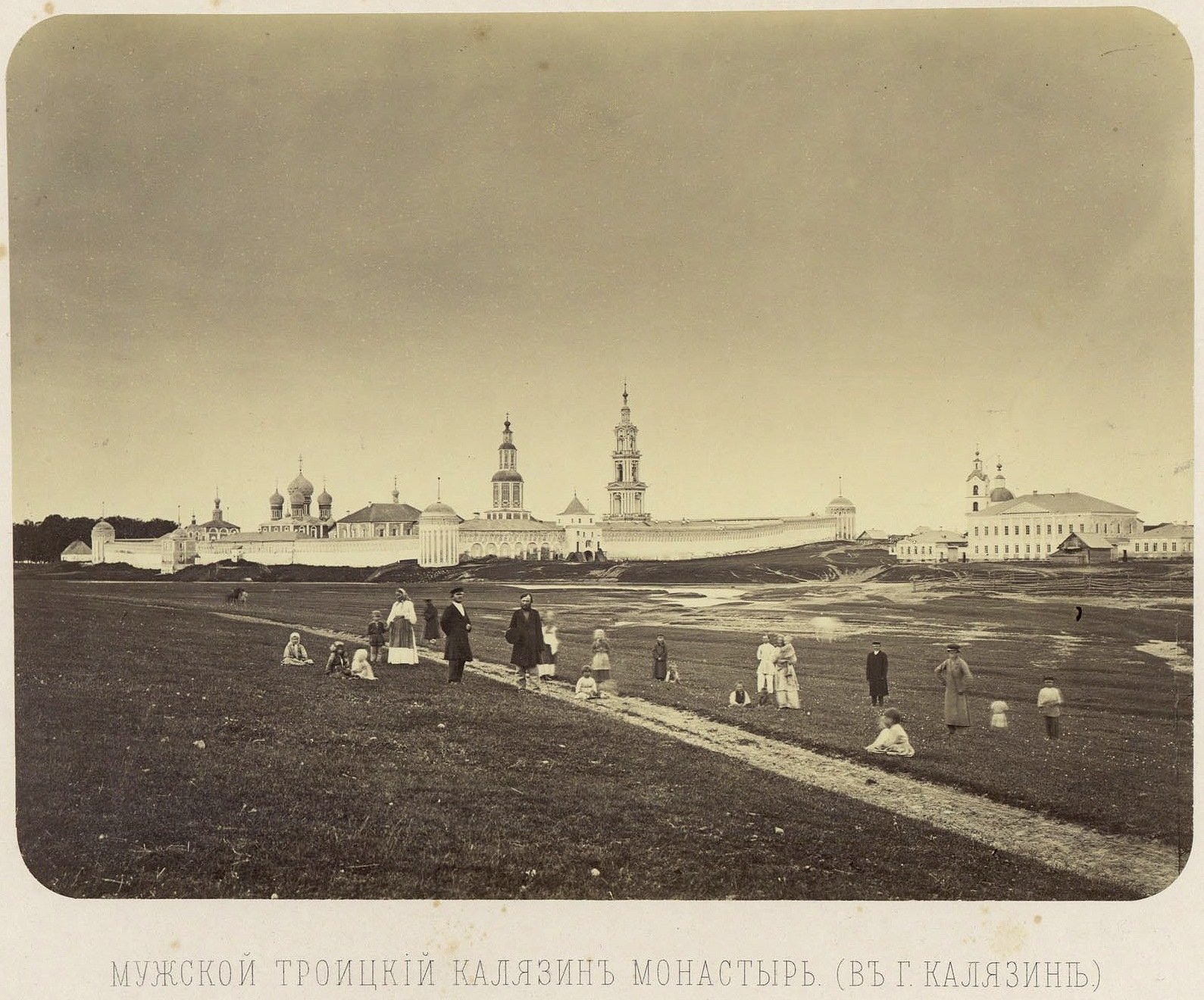
Калязин. Троицкий Макарьев монастырь. 1867 г.
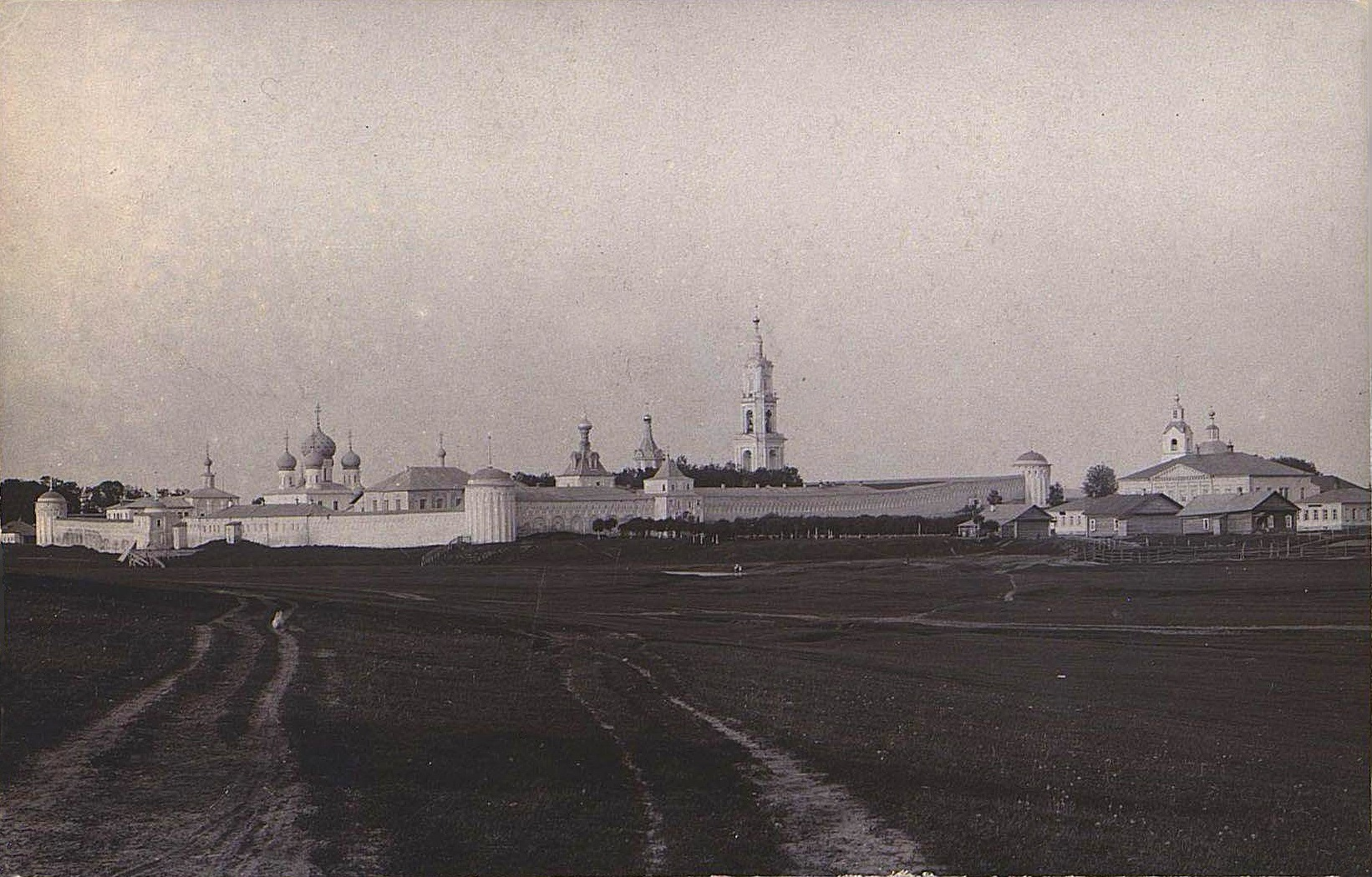
Калязин. Троицкий Макарьев монастырь. 1897-1898 г.
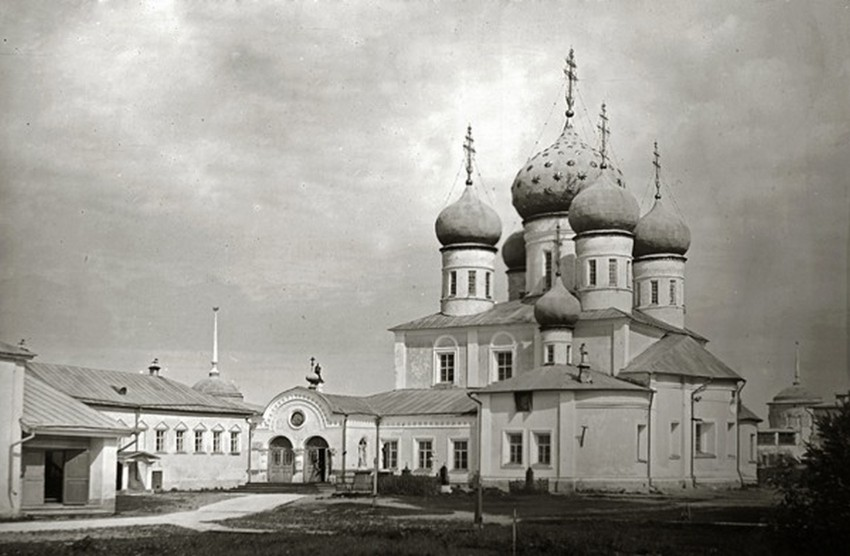
Троицкий собор Макарьева монастыря. 1900 г.

## Состав монастыря
- Собор Пресвятой Троицы с северным Спасским и южным Богородице-Рождественским приделами (в камне с 1521 года, перестроен и расписан в 1654 году артелью Симеона Авраамова).
- Трапезная палата со Сретенской церковью (1525—1530), один из самых ранних памятников такого рода.
- Надвратная церковь Преподобного Макария (1617, построена на средства купца Широкого-Машкина; впоследствии перестраивалась).
- Каменные стены общей длиной 700 м с угловыми башнями и воротами (1644—1648, мастера Марк и Иван Шарутины).
- Больничный корпус и небольшая больничная Алексеевская церковь (1655, при церкви придел 1671 года).
- Корпуса келий — братский (1641), настоятельский и наместничий (оба 1753).
- Четырёхъярусная 60-метровая колокольня (1818—1822, классицизм)
- Тёплая Успенская церковь (1884, по проекту архитектора В. И. Кузьмина)[9].

## Разрушение

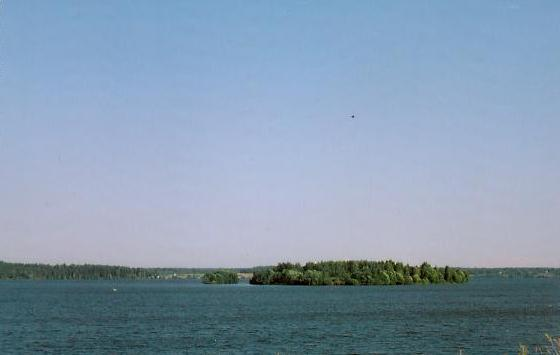
Место, где стоял монастырь

Троицкий монастырь закрыли в начале 1920 года, за год до этого была вскрыта рака преподобного Макария. Ансамбль монастыря, сохранившийся с допетровского времени, как и вся старая часть города Калязина, ушёл под воду при создании в 1940 году Угличского водохранилища. Подобная судьба постигла тогда и не менее древний Покровский монастырь, стоявший напротив Углича.
Любители старины перевезли в краеведческий музей фрагменты фресок XVII века, изразцы с изображением китовраса, облачения духовенства и шитьё XVII—XIX веков, старинную церковную утварь.
В январе-феврале 1940 года в ходе экспедиции Академии архитектуры СССР при температуре, достигавшей - 32 ℃, со стен Троицкого собора были сняты 126 фрагментов стенописи общей площадью 185 кв. м: 117 из них были переданы в Государственный научно-исследовательский музей архитектуры, около 30 – направлены в другие музейные собрания. В фондах московского музея архитектуры хранятся и некоторые элементы каменного декора храма. В стену Донского монастыря, к примеру, вмурован портал Троицкого собора. Приблизительно 150 метров фресковой живописи середины XVII века выставлены в постоянной экспозиции Музея архитектуры.
Ныне на месте снесённого монастыря располагаются два острова, омываемых водохранилищем, которые называются «монастырскими островами». В 2000-е годы на историческом фундаменте была восстановлена из красного кирпича юго-западная башня ограды монастыря с небольшими частями стен, в которой разместилась часовня Макария Калязинского.

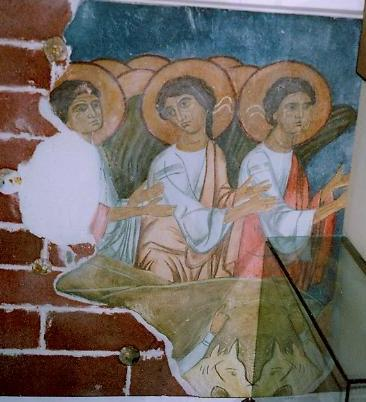
Фреска взорванного Троицкого собора. Калязинский краеведческий музей
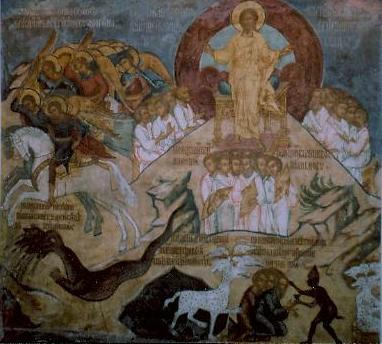
Фреска взорванного Троицкого собора. Калязинский краеведческий музей
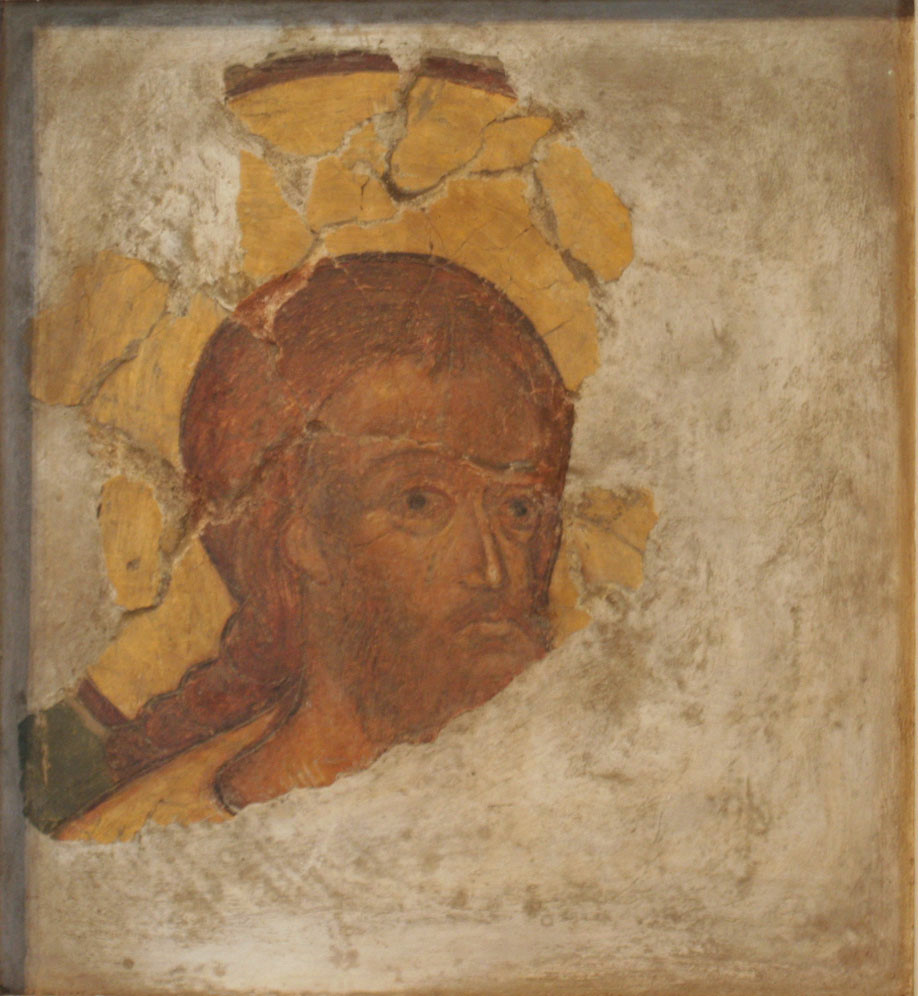
Фреска XVI века Троице-Макарьева монастыря. Музей Новодевичий монастырь (филиал ГИМа)